# Buenavista (Tlajomulco)
Buenavista es una localidad del estado mexicano de Jalisco. Es parte del municipio de Tlajomulco de Zúñiga.

## Demografía
| Gráfica de evolución demográfica |
|                                  |

| Censo | Población |
| ----- | --------- |
| 1900  | 294       |
| 1910  | 281       |
| 1921  | 241       |
| 1930  | 248       |
| 1940  | 333       |
| 1950  | 456       |
| 1960  | 583       |
| 1970  | —         |
| 1980  | 870       |
| 1990  | 1 431     |
| 2000  | 1 961     |
| 2010  | 2 711     |
| 2020  | 2 779     |